# وزارة إعادة دمج الأراضي المحتلة مؤقتا (أوكرانيا)
وزارة إعادة دمج الأراضي المحتلة مؤقتًا (بالأوكرانية: Міністерство з питань реінтеграції тимчасово окупованих територій України)‏ هي وزارة حكومية في أوكرانيا تأسست رسميًا في 20 أبريل 2016  لإدارة الأجزاء المحتلة من مناطق دونيتسك ولوهانسك وشبه جزيرة القرم المتأثرة بالتدخل العسكري الروسي في عام 2014.
قامت حكومة هونشاروك في أغسطس 2019 بدمج وزارة شؤون المحاربين القدامى في الوزارة. لكن حكومة شميهال اللاحقة تراجعت عن هذا الاندماج في آذار (مارس) 2020.

## أنظر أيضا
- التدخل العسكري الروسي في أوكرانيا (2014 إلى الوقت الحاضر)
- الحرب الروسية الأوكرانية
- الوضع الإنساني خلال الحرب في دونباس